# Thrapston
Thrapston è un paese di 4 835 abitanti della contea del Northamptonshire, in Inghilterra.